# Oszeltamivir
Az oszeltamivir (INN: oseltamivir) antivirális szer, amelyet az influenzavírus A és az influenzavírus B fertőzés kezelésére, illetve megelőzésére használnak.
Az oszeltamivir-foszfát az aktív metabolit előanyaga (prodrug). Az aktív metabolit az influenza vírus neuraminidáz-enzimeinek szelektív gátlója, ezek az enzimek a virion felszínén található glikoproteinek. A vírus neuraminidáz enzim elengedhetetlenül szükséges az újonnan keletkezett vírus részecskék fertőzött sejtekből történő kiszabadulásához és a fertőző vírus további terjedéséhez a szervezetben.
Az oszeltamivir karboxilát gátolja mind az influenza A mind az influenza B neuraminidázát in vitro. Az orálisan adott oszeltamivir gátolja az influenza A és B vírus replikációját és patogenitását in vivo, állatokon kísérletesen előidézett influenza fertőzésben, olyan vérszint mellett, amelyet emberen naponta kétszer adott 75 mg oszeltamivirrel érnek el.
Az oszeltamivir influenza A és B elleni antivirális aktivitását igazolja az egészséges önkénteseken kísérletesen előidézett influenza elleni hatás.

## Készítmények
Tamiflu